# Sifilide
La sifilide, conosciuta anche come lue o mal francese o morbo gallico (per i francesi già mal napoletano), è una malattia infettiva a prevalente trasmissione sessuale.
È causata da un batterio, il Treponema pallidum, dell'ordine delle spirochete, che si presenta al microscopio come un piccolo filamento a forma di spirale, identificato nel 1905 da Fritz Schaudinn ed Erich Hoffmann. Oltre che per via sessuale, il contagio può estendersi al feto, nella donna gravida con infezione recente, attraverso la placenta (trasmissione transplacentare). In tal caso, il feto presenta un quadro di sifilide congenita con malformazioni che possono interessare la cute e le mucose, l'apparato scheletrico, l'occhio, il fegato, il rene e il sistema nervoso centrale.
Pertanto, questa malattia può essere contratta nella forma congenita in due modi: prima ancora della nascita, attraverso il sangue materno infetto; oppure alla nascita, durante la discesa nel canale del parto.
Comunque, nella maggior parte dei casi, il contagio (possibile fin dalle primissime fasi della malattia) avviene attraverso i rapporti sessuali. I casi di acquisizione della malattia con le trasfusioni sono ormai rarissimi nel mondo, grazie ai controlli accurati che vengono effettuati prima che il sangue sia trasfuso.
Ad August von Wassermann va il merito di aver scoperto il primo metodo biologico per compiere una diagnosi precisa della malattia.

## Storia

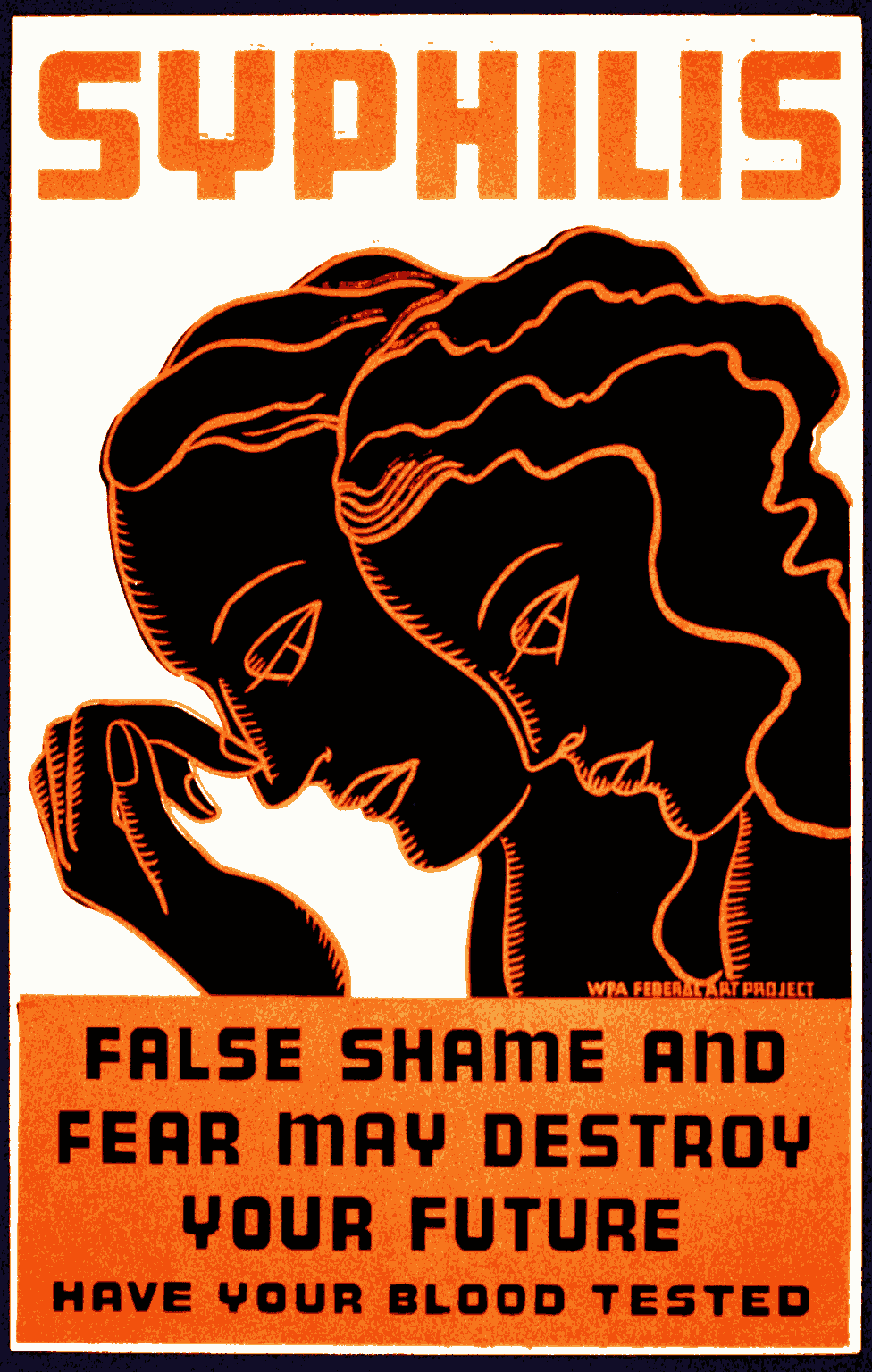
Manifesto per il test della sifilide, che mostra un uomo e una donna che chinano il capo per la vergogna (ca. 1936). Il testo recita «Un'ingiustificata vergogna e paura possono distruggere il tuo futuro: esegui il test sul tuo sangue»

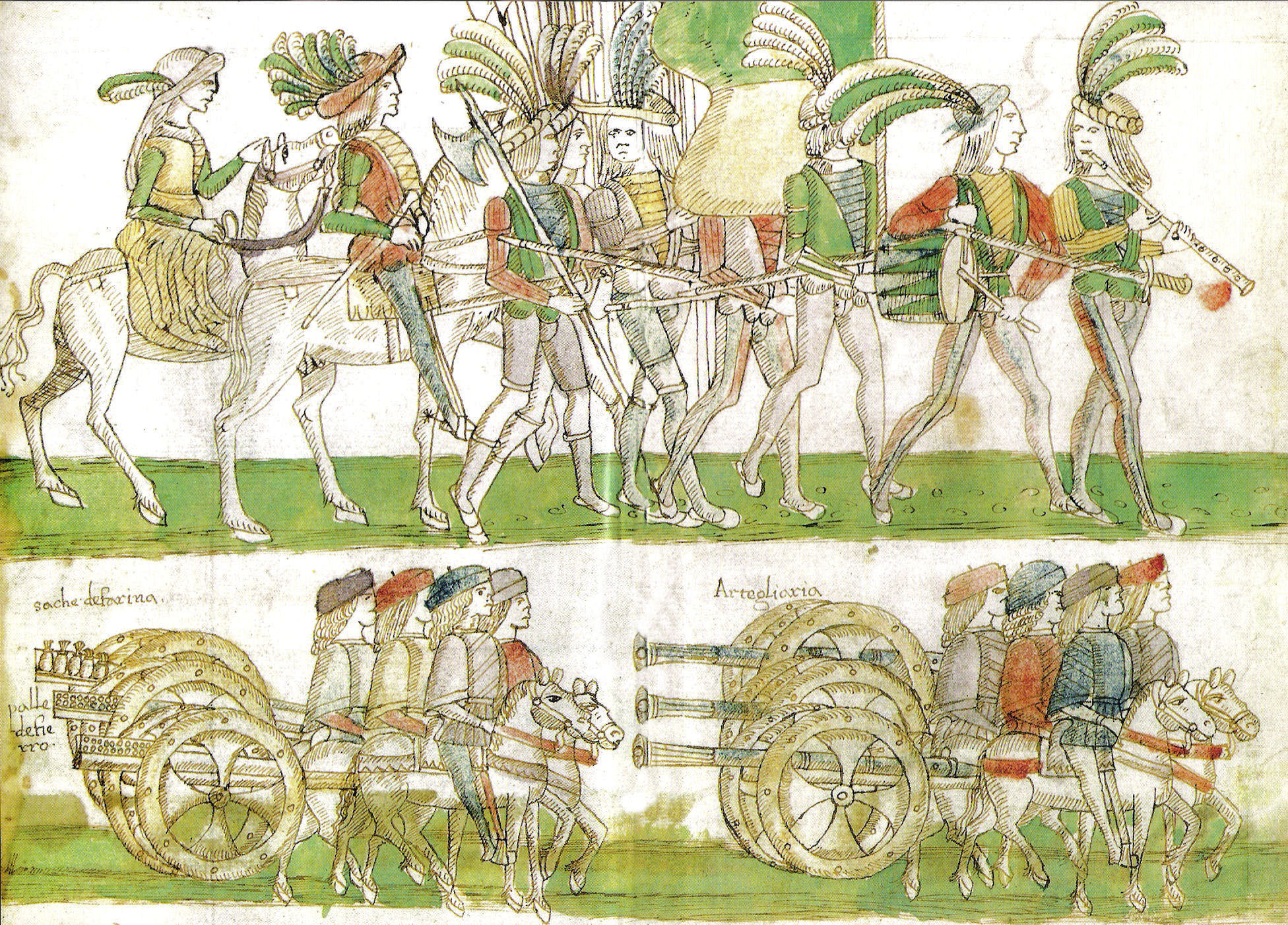
Ingresso dei militi francesi a Napoli, il 22 febbraio 1495. Cronaca figurata del Quattrocento di Melchiorre Ferraiolo

L'origine esatta della sifilide rimane sconosciuta. A lungo la storiografia europea ha sostenuto che la malattia si fosse diffusa dalle Americhe nel vecchio continente per il tramite dei marinai di Cristoforo Colombo.
Questa tesi è stata in parte messa in discussione col tempo, ma uno studio pubblicato nel 2011 l'ha riportata nuovamente in voga. Gli scavi presso il monastero agostiniano di Kingston-upon-Hull, nel Nord-est dell'Inghilterra, hanno portato alla luce scheletri di persone decedute prima del viaggio di Colombo, con evidenti segni della terza fase della malattia. Uno studio condotto dall'Università di Oxford e di Sheffield, attraverso il metodo del radiocarbonio, ha stimato una datazione intorno al 1340, ma uno studio antropologico successivo ha dimostrato che solo una minoranza dei reperti rinvenuti presso il monastero presenta i segni diagnostici della sifilide, e la datazione fornita col metodo del radiocarbonio dev'essere opportunamente corretta tenendo conto dell'effetto serbatoio marino che può diventare significativo presso popolazioni che vivono in prossimità del mare, nutrendosi con un'alimentazione prevalentemente a base di pesce. Secondo i ricercatori, infatti, la minoranza dei reperti con evidenti segni di sifilide risale al periodo post-colombiano, ma fornisce una datazione antecedente a causa della bassa velocità con cui il flusso del carbonio passa negli ecosistemi marini, sino a giungere a essere organicato nei tessuti attraverso la rete trofica.
Inoltre, studi condotti negli anni settanta hanno evidenziato tracce di sifilide o almeno di treponematosi su diversi campioni ossei precolombiani originari dell'Argentina, del Perù, del Messico, del Guatemala, delle Antille e di alcune regioni degli Stati Uniti.
La prima epidemia di sifilide conosciuta scoppiò a Napoli nel 1495, a seguito della discesa nella penisola del re francese Carlo VIII, il cui esercito era composto per lo più da mercenari: fiamminghi, guasconi, svizzeri, italiani e spagnoli.

Durante la battaglia di Fornovo, che ebbe luogo il 6 luglio 1495, furono rese note le prime descrizioni di questa malattia: Alessandro Benedetti, un medico veneziano di stanza a Fornovo, descrisse malati che avevano perso gli occhi, le mani, il naso, i piedi: 
(Alexandri Benedicti Veronensis, Physici Historiae Corporis Humani, 1497.)
Il ritorno dell'esercito francese verso nord diffuse la malattia in tutta Italia, per poi espanderla in tutta Europa, giungendo sino in Oriente. La malattia venne quindi conosciuta in quasi tutta Europa con il nome di mal francese, tranne in Francia, dove prese il nome di mal napolitain. La teoria americanista sull'origine della malattia è stata formulata dal medico spagnolo Ruy Díaz de Isla, che nel 1539 scrisse il libro Tractado contra el mal serpentino que vulgarmente en España es llamado bubas, in riferimento alle cure da lui effettuate a Barcellona nel 1493, ad alcuni marinai di Colombo, affetti da una nuova malattia che identificò come sifilide. Anche Bartolomé de Las Casas, che soggiornò nell'isola di Hispaniola nel 1502, ebbe ad affermare nella sua Storia generale delle Indie:
(Bartolomé de Las Casas, Historia general de las Indias, Madrid, 1876.)
La storia dell'attribuzione del nome sifilide è invece più chiara. Infatti, fu il medico e scienziato veronese Girolamo Fracastoro che introdusse questo termine, con la sua opera del 1530 Syphilis sive morbus gallicus ("Sifilide o il mal francese") e con il trattato De contagione et contagiosis morbis ("Sul contagio e sulle malattie contagiose") del 1546. Nella prima delle due opere citate Sifilo è un contadino che viene punito con la malattia dal dio Apollo per aver osato affermare che non bisogna offrire sacrifici alle divinità, che sono secondo lui incuranti delle faccende umane. Nello stesso periodo, il medico francese Jean Fernel le attribuì il nome di lue.

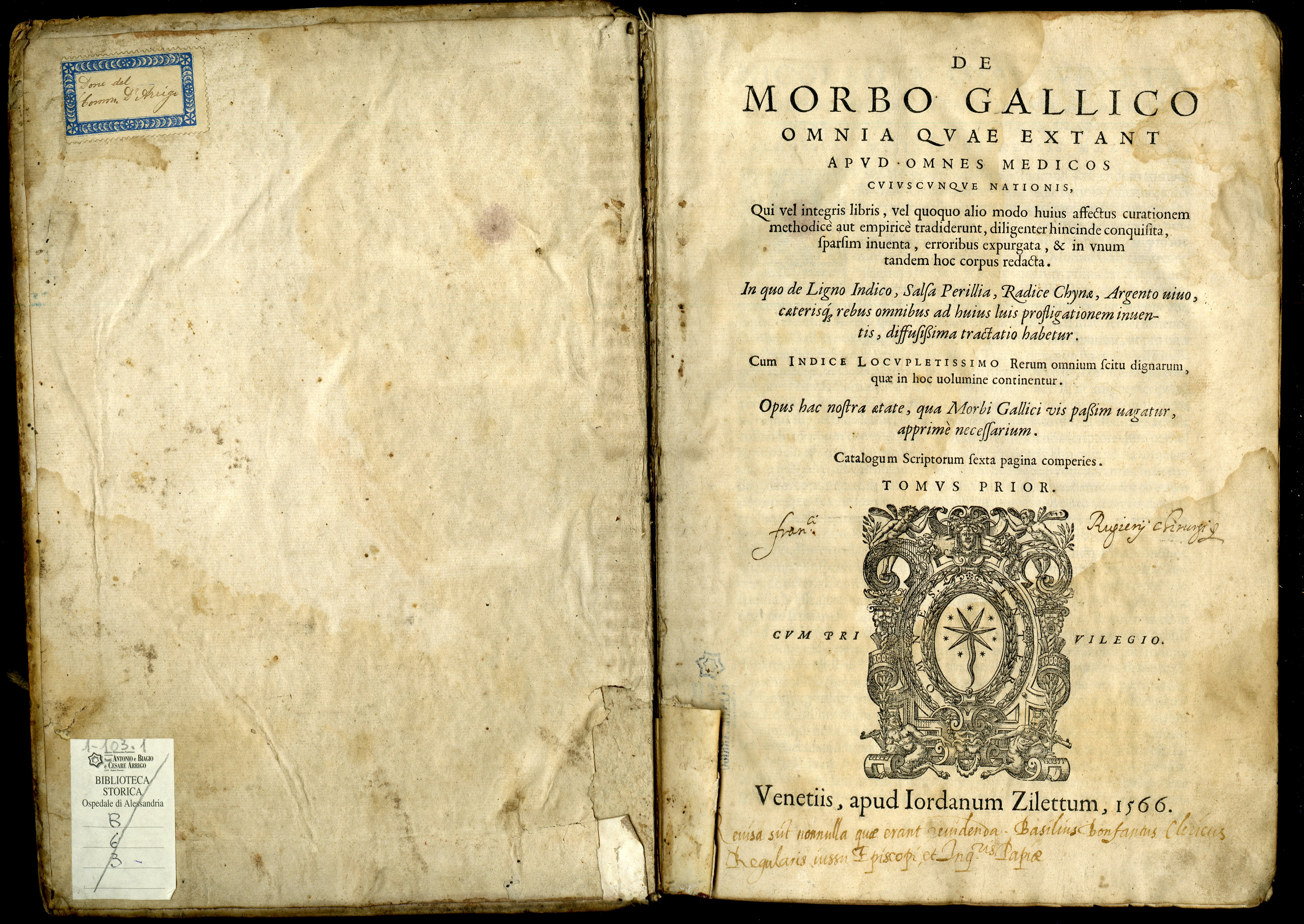
Opera dedicata alla sifilide del 1566

Il batterio responsabile della sifilide, il Treponema pallidum, fu identificato per la prima volta da Fritz Schaudinn ed Erich Hoffmann nel 1905. Il primo trattamento efficace (grazie al farmaco Salvarsan) è stato sviluppato nel 1910 da Paul Ehrlich in collaborazione con Sahachiro Hata, e a esso seguirono esperimenti con la penicillina e con la conferma della sua efficacia, avvenuta nel 1943. Prima dell'avvento di un trattamento efficace, erano usati comunemente vapori o unguenti di mercurio e l'isolamento, con risultati spesso peggiori della malattia stessa. Si ritiene che molti personaggi famosi abbiano contratto la malattia: tra di essi, Franz Schubert, Arthur Schopenhauer, Robert Schumann, Oscar Wilde, Scott Joplin, Guy de Maupassant, Charles Baudelaire, Édouard Manet e Adolf Hitler, mentre è molto incerto il caso di Friedrich Nietzsche.

## Epidemiologia
Nessun dato
     <35
     35-70
     70-105
     105-140
     140-175
     175-210
     210-245
     245-280
     280-315
     315-350
     350-500
     >500

Disability-adjusted life year per sifilide per 100 000 abitanti nel 2004
Nessun dato
<35
35-70
70-105
105-140
140-175
175-210
210-245
245-280
280-315
315-350
350-500
>500

Si ritiene che circa 12 milioni di persone siano state infette da sifilide nel 1999, con più del 90% dei casi registrati nei paesi in via di sviluppo. La malattia colpisce tra le 700 000 e le 1,6 milioni di donne gravide all'anno, con conseguenti aborti spontanei, bambini nati morti e casi di sifilide congenita. Nell'Africa sub-sahariana, la sifilide contribuisce a circa il 20% delle morti perinatali. L'incidenza è in proporzione più alta tra i consumatori di droghe per via endovenosa, in coloro che sono infettati da HIV e negli uomini che hanno rapporti occasionali e frequenti. Negli Stati Uniti, i tassi di sifilide erano quasi uguali per gli uomini e per le donne nel 1997, ma nel 2007 erano sei volte maggiori negli uomini rispetto alle donne.
La sifilide era molto comune in Europa nel corso del XVIII e XIX secolo. Nel mondo sviluppato, nel corso del XX secolo, le infezioni diminuirono rapidamente, grazie alla diffusione degli antibiotici. Dal 2000, i casi di sifilide sono aumentati negli Stati Uniti, in Australia, nel Regno Unito e nel resto d'Europa, soprattutto tra le persone omosessuali. La più alta incidenza di casi tra eteroessuali si ha, a partire dal 1990, in Cina e in Russia. Questo fatto è stato attribuito a pratiche sessuali non sicure, come la promiscuità sessuale, la prostituzione e lo scarso utilizzo del profilattico. Un rapporto, pubblicato dal Centro europeo per la prevenzione e il controllo delle malattie, ha dimostrato nel 2013 un aumento della prevalenza della malattia in Europa, del 9% rispetto all'anno precedente, in particolar modo nella fascia di età compresa tra 15 e 24 anni.
Se non trattata, l'infezione ha una mortalità che va dall'8% al 58%, con un tasso di mortalità maggiore nei maschi. I sintomi della sifilide sono diventati meno gravi nel corso degli ultimi due secoli, in parte grazie alla diffusa disponibilità di trattamenti efficaci e in parte dalla diminuzione della virulenza della spirocheta. Con il trattamento precoce si verificano poche complicazioni. La sifilide aumenta il rischio di trasmissione dell'HIV da due a cinque volte e la coinfezione è frequente (30-60% in alcuni centri urbani).

## Eziologia

### Batteriologia

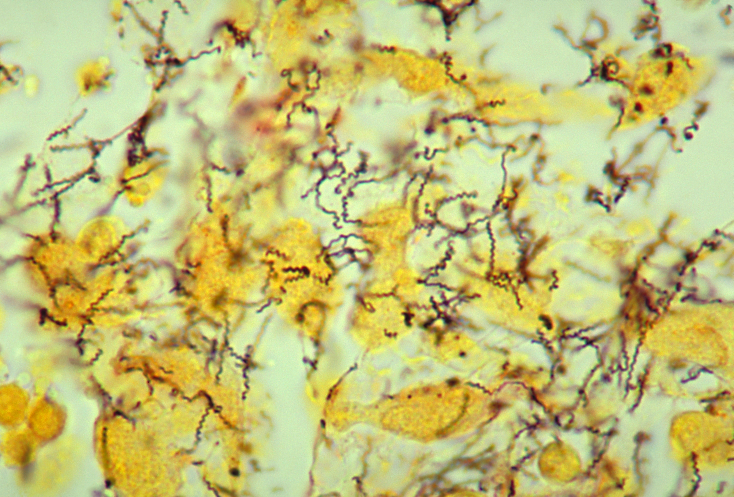
Immagine istopatologica di spirochete Treponema pallidum

Il Treponema pallidum sottospecie pallidum è un batterio Gram-negativo, altamente mobile, facente parte del phylum delle spirochete, ed è l'agente eziologico della sifilide. Gli umani sono l'unico serbatoio naturale noto per la sottospecie pallidum. Esso è in grado di sopravvivere senza un ospite per pochi giorni. Ciò è dovuto al suo genoma piccolo (1,14 Mb) e alla sua incapacità di creare la maggior parte dei macronutrienti di cui necessita. Ha un lento tempo di raddoppio, superiore a 30 ore.

### Trasmissione
La sifilide si trasmette principalmente per contatto sessuale o durante la gravidanza dalla madre al feto. La spirocheta è in grado di passare attraverso le mucose intatte o la cute danneggiata. È quindi trasmissibile attraverso contatti orali e attraverso rapporti sessuali vaginali e anali. Circa il 30% e il 60% delle persone esposte rispettivamente alla sifilide primaria o secondaria contrarranno la malattia. La sua infettività è resa evidente dal fatto che un individuo a cui vengono inoculati solo 57 organismi ha una probabilità del 50% di risultare infetto. Oltre che per via sessuale, l'infezione può essere trasmessa attraverso la trasfusione di sangue o emoderivati. Tuttavia, grazie ai controlli, tale rischio risulta molto basso. Il rischio di trasmissione da aghi condivisi appare limitato. La sifilide non può essere trasmessa attraverso sedili WC, tramite le attività quotidiane, con l'uso di vasche idromassaggio, né con la condivisione di posate o indumenti.

## Segni e sintomi
La sifilide si può presentare in una delle quattro diverse fasi: primaria, secondaria, latente e terziaria. Inoltre può presentarsi anche come malattia congenita. Sir William Osler la definì "la grande imitatrice" per via delle sue varie presentazioni.

### Sifilide primaria

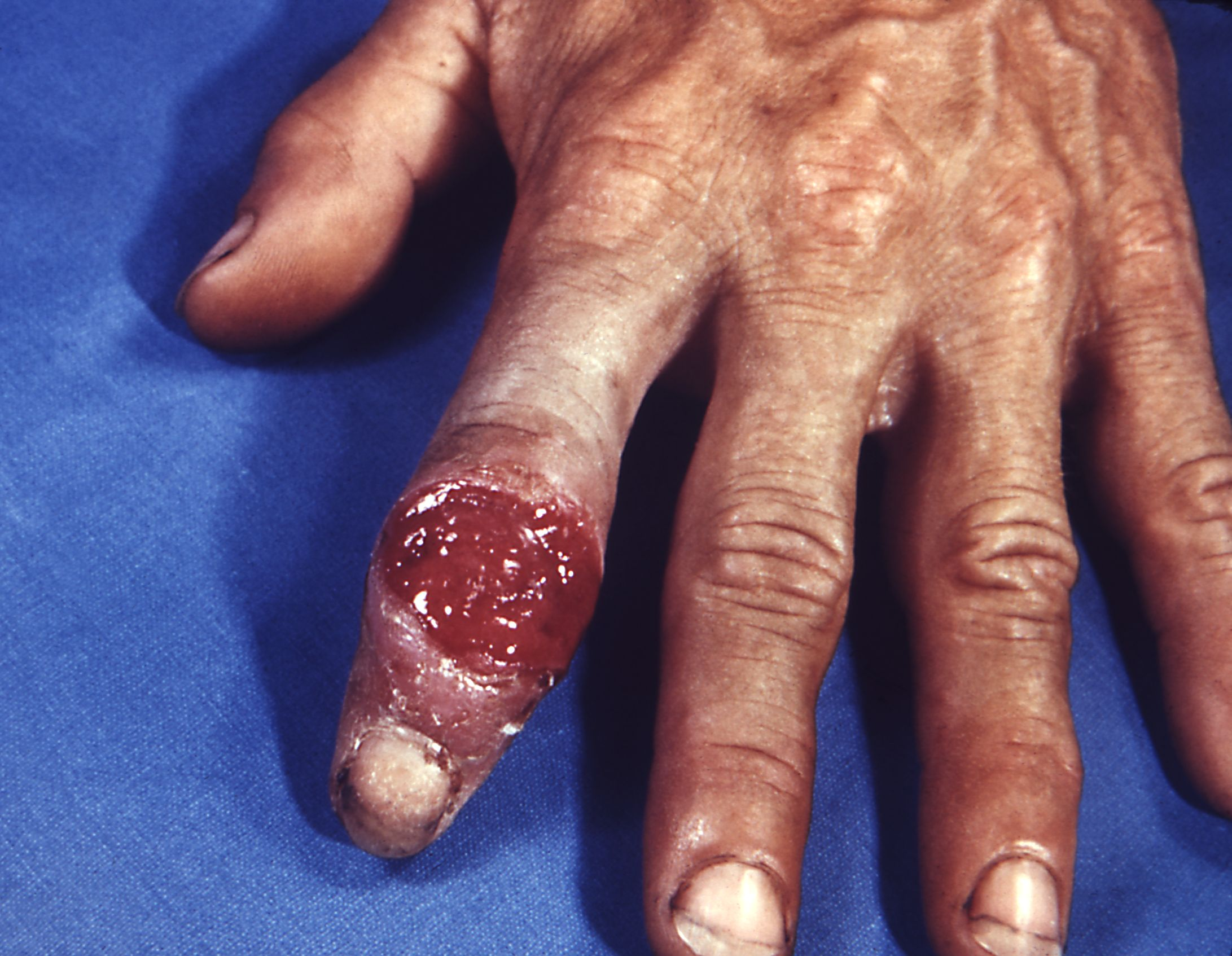
Ulcera venerea causata dalla sifilide alla mano

La sifilide primaria viene generalmente acquisita tramite diretto contatto sessuale con una persona affetta. Da circa 3 a 90 giorni dopo l'esposizione iniziale (in media 21 giorni) una lesione cutanea, chiamata sifiloma, compare nel punto di contatto. Questo generalmente, nel 40% dei casi, si presenta come una singola, compatta, indolore, non pruriginosa ulcerazione della pelle con una base pulita e bordi taglienti tra gli 0,3 e 3,0 cm. La lesione, tuttavia, può assumere praticamente qualsiasi forma. Nella forma classica, essa si evolve da una macula a papula verso un'ulcera. In alcuni casi possono essere presenti lesioni multiple (~40%), più comuni quando vi è una coinfezione con l'HIV. Le lesioni possono essere dolorose (30%) e possono verificarsi anche al di fuori dei genitali (2-7%). Le localizzazioni più comuni sono: nelle donne il collo dell'utero (il 44%), il pene negli uomini che hanno contratto l'infezione con rapporti eterosessuali (99%) e la zona anale e rettale negli individui che hanno ricevuto rapporti anali (34%). L'ingrossamento linfonodale, generalmente non dolente né dolorabile, frequentemente (80%) si verifica intorno alla zona di infezione, e si ha 7-10 giorni dopo la formazione del sifiloma. La lesione può persistere per 3-6 settimane se non viene trattata.

### Sifilide secondaria

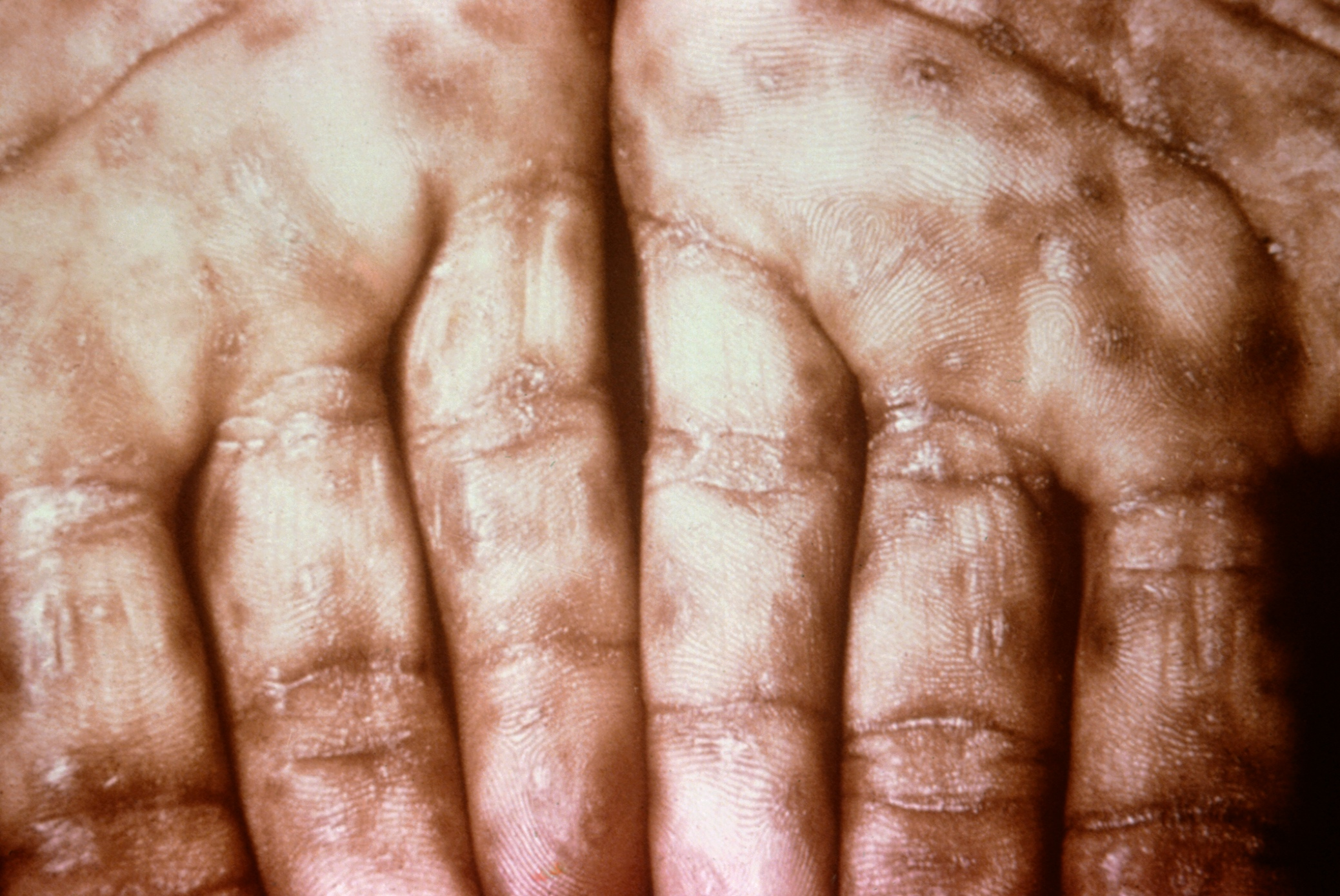
Presentazione tipica della sifilide secondaria con una eruzione cutanea sul palmo delle mani

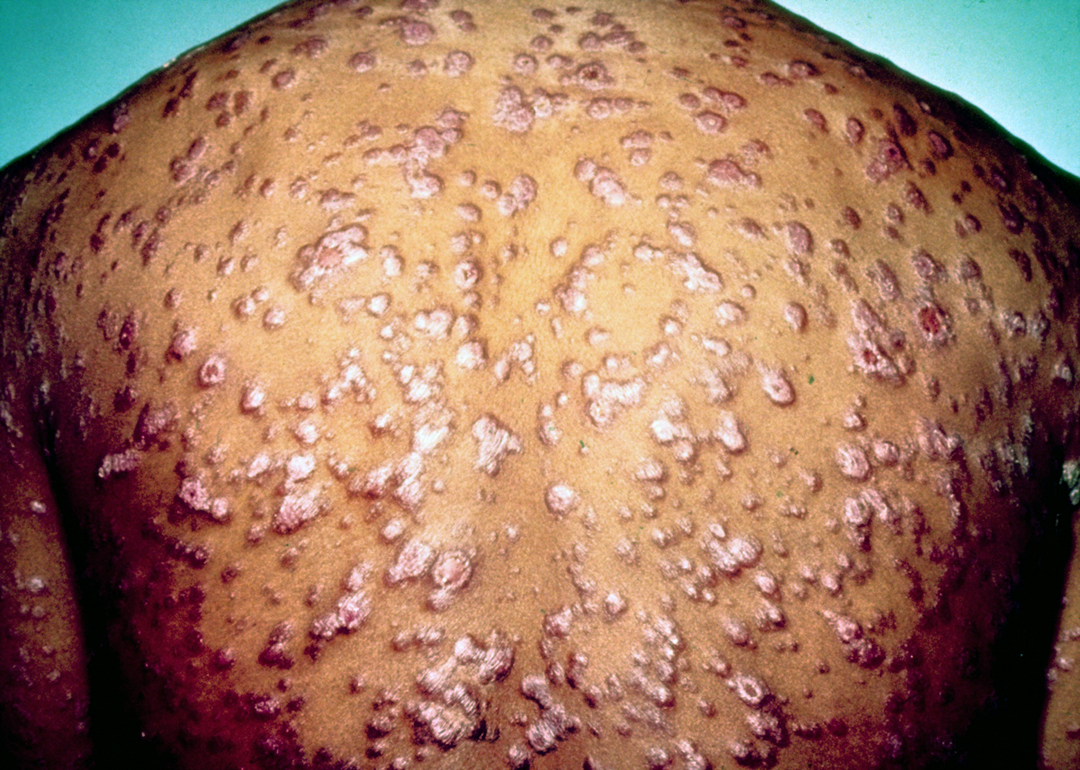
Papule rossastre e noduli su gran parte del corpo causate dalla sifilide secondaria

Il periodo secondario ha inizio circa 4-10 settimane dopo l'infezione primaria. La fase secondaria è nota per i molti modi diversi in cui può manifestarsi; nella maggior parte dei casi, i sintomi coinvolgono la pelle, le mucose e i linfonodi. Possono verificarsi eruzioni cutanee simmetriche di colore rosso-rosa, tipicamente sul tronco e sugli arti. L'eruzione può diventare maculopapulare o pustolosa. Nelle mucose può presentarsi con lesioni piatte, larghe, di colore biancastro, simili a verruche note come latum condilomi. Tutte queste lesioni ospitano i batteri infettivi. Altre manifestazioni cliniche possono includere febbre, mal di gola, malessere generale, astenia, perdita di capelli e mal di testa. Rare manifestazioni comprendono anche epatite, disfunzioni renali, artrite, periostite, neurite ottica, uveite e cheratite interstiziale. I sintomi acuti di solito si risolvono dopo tre-sei settimane. Tuttavia, nel circa il 25% dei casi si può presentare una ricorrenza dei sintomi secondari. Molte persone che si presentano con sifilide secondaria (40-85% delle donne, 20-65% degli uomini) non riferiscono del sifiloma classico della sifilide primaria.

### Sifilide latente
La sifilide latente è definita quando si ha la prova sierologica dell'infezione, ma non sono presenti i sintomi della malattia. Si distingue in precoce e tardiva, a seconda che si verifichi rispettivamente meno di un anno o più di un anno dopo la sifilide secondaria. L'Inghilterra usa un valore di soglia di due anni per distinguere tra la sifilide latente precoce e quella tardiva. La sifilide latente precoce può avere una ricaduta dei sintomi. La sifilide latente tardiva è asintomatica e meno contagiosa.

### Sifilide terziaria
Senza trattamento, un terzo delle persone infette sviluppa la malattia terziaria. La sifilide terziaria si può verificare da tre a quindici anni dopo l'infezione iniziale e può essere divisa in tre forme diverse: la sifilide gommosa (15% dei pazienti), la neurosifilide tardiva (6,5%), e la sifilide cardiovascolare (10%). Le persone affette da sifilide terziaria non sono contagiose.
- La sifilide gommosa si verifica di solito da 1 a 45 anni dopo l'infezione iniziale, con una media di 15 anni. Questo stadio è caratterizzato dalla formazione di granulomi gommosi cronici di variabili dimensioni. Essi, in genere, colpiscono la cute, le ossa e il fegato, ma possono presentarsi ovunque.[31]
- La neurosifilide è un'infezione che coinvolge il sistema nervoso centrale. La neurosifilide precoce può presentarsi velocemente e asintomatica in forma di meningite sifilitica, oppure in ritardo, come la sifilide meningovascolare, la quale comporta paresi, perdita di equilibrio e dolori agli arti inferiori. La neurosifilide tardiva si verifica in genere da 4 a 25 anni dopo l'infezione iniziale, nelle forme di gomma luetica, tabe dorsale, paralisi progressiva, sclerosi combinata luetica, oppure nella forma congenita. Segno tipico è inoltre la pupilla di Argyll-Robertson (si osserva miosi solo in accomodazione e non per risposte alla luce). Possono essere inoltre presenti sintomi psichiatrici, soprattutto di tipo psicotico[39], in particolare nei pazienti già affetti da paresi generalizzata.[40]
- La sifilide cardiovascolare si verifica di solito 10-30 anni dopo l'infezione iniziale. La complicanza più comune è l'aortite sifilitica che può portare a formazione di aneurismi dell'aorta.[31]

### Sifilide congenita

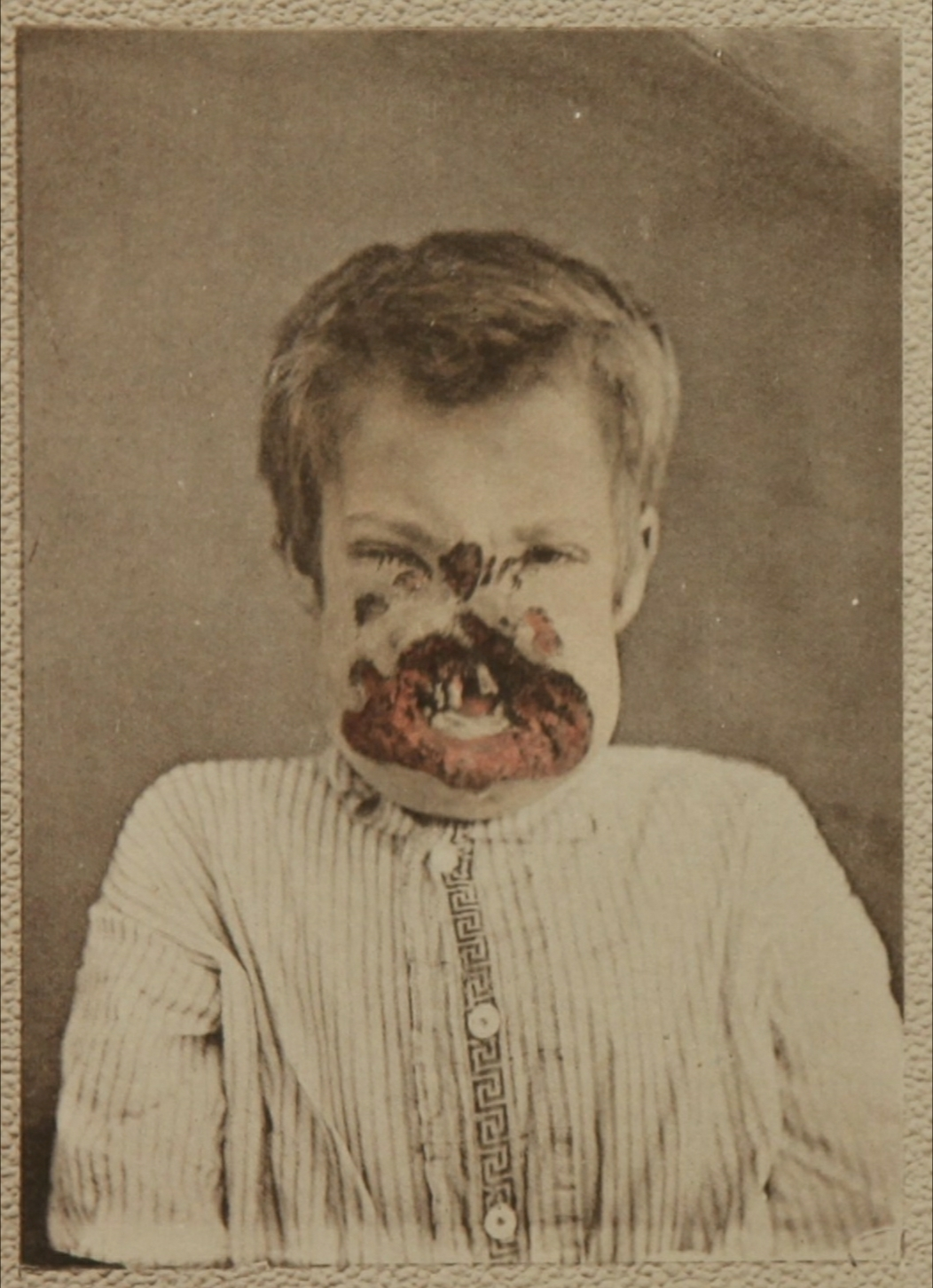
Tipica faccia deformata dalla sifilide congenita.

La sifilide congenita può essere contratta durante la gravidanza o durante il parto. Due terzi dei bambini nascono senza sintomi. I sintomi più comuni che poi si svilupperanno nel corso degli anni di vita comprendono epatosplenomegalia (70%), rash (70%), febbre (40%), neurosifilide (20%) e polmonite (20%). Se non trattata, la sifilide congenita può portare a deformazioni del naso, alla presenza del segno di Higoumenakis, alla tibia a sciabola, all'articolazione di Clutton e ad altre patologie.

## Diagnosi
La sifilide è una malattia difficile da diagnosticare clinicamente. La conferma viene attraverso analisi del sangue o grazie al controllo visivo diretto usando la microscopia in campo oscuro. Gli esami del sangue sono usati più comunemente, in quanto sono più facili da eseguire. Verifiche diagnostiche non sono in grado di distinguere tra le fasi della malattia.

### Esami del sangue
Gli esami del sangue sono divisi in test non treponemici e treponemici.
Inizialmente furono utilizzati test non treponemici, che comprendono il Venereal Disease Research Laboratory test (VDRL) e i test rapido del reagente plasmatico (RPR). Tuttavia, poiché questo tipo di test a volte restituisce falsi positivi, è necessaria una conferma con un test treponemico, come il Microhaemoagglutination Assay Treponema pallidum (MHA-TP) o il Fluorescent-Treponemal-Antibody Absorption test (FTA-ABS). I falsi positivi sul test non treponemico possono verificarsi con alcune infezioni virali come la varicella e il morbillo, oppure in presenza di un linfoma, di tubercolosi, della malaria, di endocardite, di malattie del tessuto connettivo o in gravidanza. I test per gli anticorpi treponemici diventano positivi generalmente 2-5 settimane dopo l'infezione iniziale. La neurosifilide viene diagnosticata ricercando un alto numero di leucociti (prevalentemente linfociti) e livelli di proteine nel liquido cerebrospinale nel quadro di una infezione da sifilide nota.

Un altro test diagnostico, ormai abbandonato, è anche la reazione di Wassermann.

### Osservazione diretta
La microscopia a campo scuro del liquido sieroso proveniente da un'ulcera può essere utilizzato per fare una diagnosi immediata. Tuttavia, gli ospedali non sempre possiedono attrezzature e personale in grado di effettuare questo test, che deve essere svolto entro 10 minuti dall'acquisizione del campione. Si è segnalato che la sua sensibilità è di quasi l'80%, pertanto può essere utilizzata solo per confermare una diagnosi.
Altri due test che è possibile effettuare su un campione del sifiloma sono il test di immunofluorescenza e la reazione a catena della polimerasi (PCR), quest'ultimo ricerca la presenza di geni specifici della sifilide. Questi test non sono time-sensitive, in quanto non necessitano di batteri viventi per fare la diagnosi.

## Trattamento

### Infezioni precoci
La prima scelta di trattamento per la sifilide semplice rimane una singola dose di penicillina G per via intramuscolare o una singola dose di azitromicina per via orale. Scelte alternative sono la doxiciclina e la tetraciclina, che però non possono essere usate nelle donne in gravidanza. La resistenza agli antibiotici ha portato allo sviluppo di un certo numero di agenti, compresi i macrolidi, la clindamicina e la rifampicina. Il ceftriaxone, appartenente alla terza generazione di antibiotici cefalosporine, risulta più efficace come trattamento in sostituzione alla penicillina, specialmente nelle forme che hanno superato la barriera emato-encefalica e sono localizzate nel sistema nervoso centrale. La terapia della sifilide è comunque altamente specialistica (dermatologia, infettivologia, neurologia, medicina interna), visto il rischio di gravi reazioni infiammatorie come la reazione di Jarisch-Herxheimer.

### Infezioni tardive
Alle persone affette da neurosifilide, a causa della scarsa penetrazione della penicillina G nel sistema nervoso centrale, vengono somministrati forti dosi di penicillina per via endovenosa per un minimo di 10 giorni. Se la persona è allergica alla penicillina, si possono usare ceftriaxone, doxiciclina o tetracicline, oppure si può provvedere a desensibilizzare il paziente. Altre presentazioni tardive possono essere trattate con la somministrazione per via intramuscolare di penicillina G per tre settimane.
Il 3-carbamino-4-ossifenilarsinato di trietanolammina è un chemioterapico arsenicale pentavalente utilizzato, in passato, nella neurolue.

### Reazione di Jarisch-Herxheimer
Uno degli effetti collaterali del trattamento è la reazione di Jarisch-Herxheimer. Essa si presenta spesso entro un'ora dall'inizio della terapia e dura per 24 ore, con sintomi di febbre, dolori muscolari, cefalea e tachicardia. È causata dalle citochine rilasciate dal sistema immunitario in risposta ai lipopolisaccaridi rilasciati dalla rottura dei batteri della sifilide.

## Prevenzione
Non esiste un vaccino efficace per la prevenzione dalla malattia. L'astinenza da contatto fisico intimo con una persona infetta è efficace nel ridurre la trasmissione della sifilide, così come l'uso corretto del preservativo in lattice. L'uso del preservativo, tuttavia, non elimina completamente il rischio.
Durante la gravidanza è possibile prevenire la sifilide congenita nei neonati, grazie allo screening precoce e al trattamento di coloro che sono infetti. La United States Preventive Services Task Force (USPSTF) consiglia lo screening universale di tutte le donne incinte, mentre l'Organizzazione mondiale della sanità lo raccomanda a tutte le donne che si sottopongono alla loro prima visita prenatale e di nuovo nel terzo trimestre. Se risultano positive, si raccomanda il trattamento anche dei loro partner. La sifilide congenita, tuttavia, è ancora comune nei paesi in via di sviluppo, in quanto molte donne non ricevono cure prenatali oppure lo screening non è incluso tra esse. Nei paesi sviluppati, le madri che fanno uso di droghe e alcol sono più inclini ad avere la malattia, in quanto con minore probabilità si sottoporranno alle cure durante la gravidanza. Una serie di misure per aumentare l'accesso ai test appare efficace nel ridurre i tassi di sifilide congenita nei paesi a basso e medio reddito.
Il Centro di Controllo delle Malattie e della Prevenzione raccomanda a tutti gli uomini sessualmente attivi che hanno rapporti sessuali con altri uomini di effettuare il test almeno una volta all'anno.
La sifilide è una malattia soggetta a denuncia in molti paesi, tra cui il Canada, l'Unione europea e gli Stati Uniti. Ciò vuol dire che gli operatori sanitari sono tenuti a informare le autorità di sanità pubblica nel caso si venga a conoscenza di un infetto.